# Dupli Casa

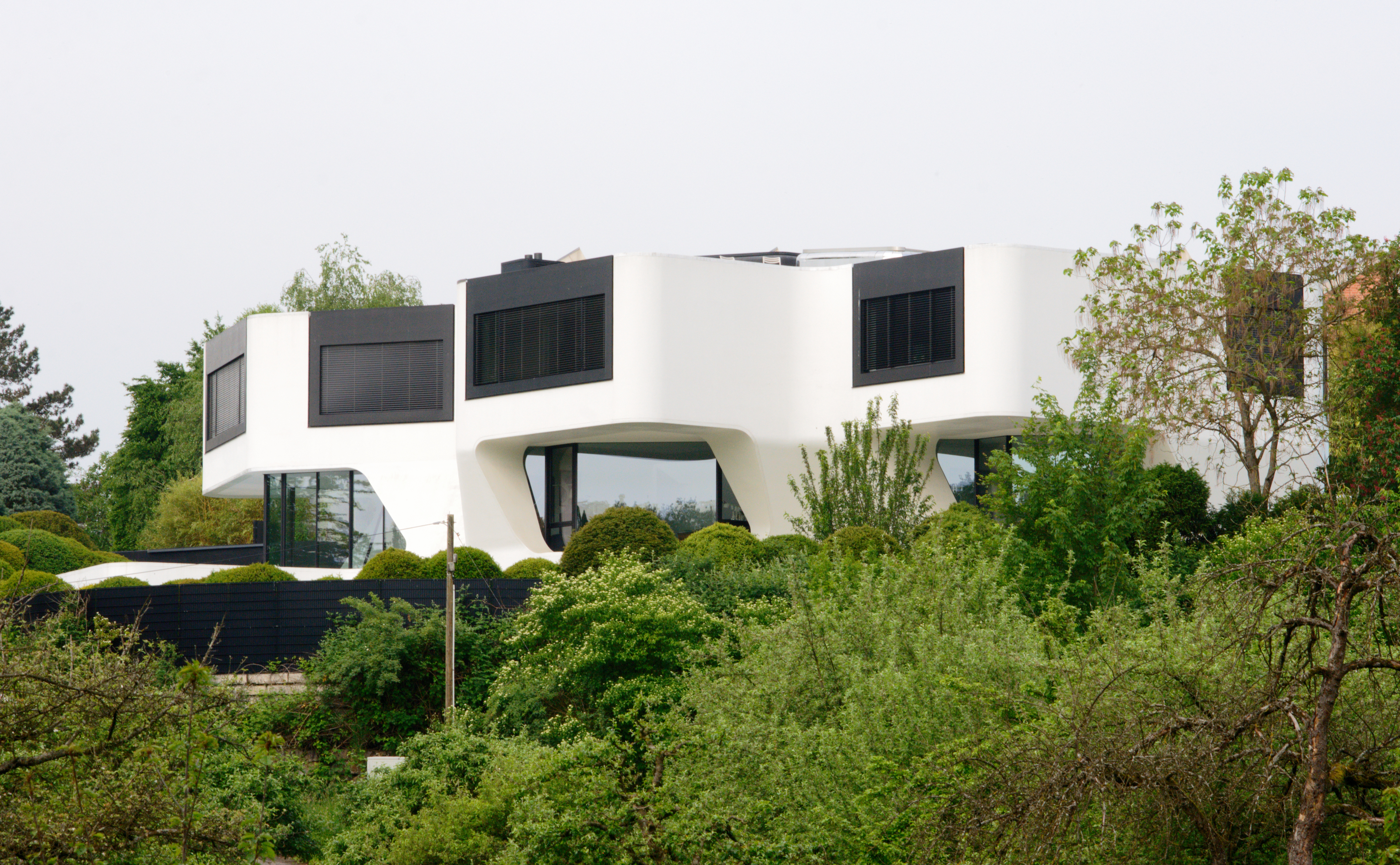
Blick vom Neckaruferweg zum Gebäude

Das Dupli Casa (auch dupli.casa oder Villa MRMM) ist eine Villa in Benningen am Neckar. Das Gebäude wurde nach einem Entwurf von Jürgen Mayer von 2005 bis 2008 errichtet.
Aufgrund seiner ungewöhnlichen Formgebung findet das Bauwerk internationale Beachtung.

## Gebäude

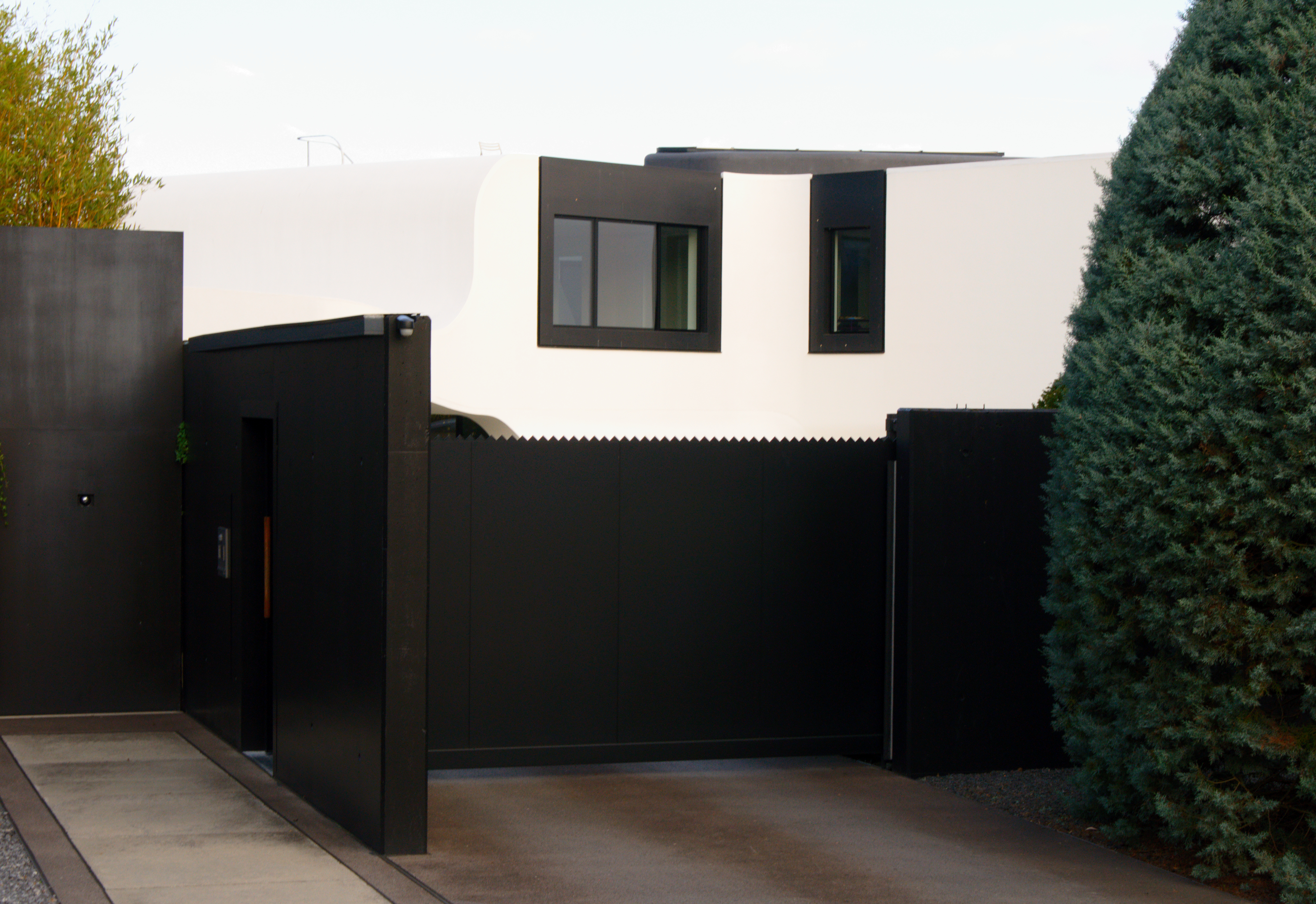
Eingang

Die Form des Dupli Casa wurde hauptsächlich vom Umriss des Vorläuferbaus definiert und daraus erweitert. Aufgrund der Anbauten des Vorläuferbaus war ein ungewöhnlicher Umriss entstanden, der dupliziert, räumlich modifiziert und um 135° verdreht vertikal angehoben wurde. Das dreistöckige Gebäude hat eine Wohnfläche von knapp 1200 m² und ist auf einer Grundfläche von 569 m² errichtet. Mittig liegt ein großer Zwischenbereich, der seinen Mittelpunkt in einer zweigeschossigen Lobby findet. Durch seine Lage hat das Haus Blickverbindung zur Altstadt von Marbach mit dem Deutschen Literaturarchiv auf der gegenüberliegenden Neckarseite.

## Auszeichnungen
- Jury Award Wallpaper*, 2008[3]
- Nominierung European Conference of leading Architects, Award for the use of render/plaster in Architecture, Kategorie Neubau, 2008[4]
- Chicago Athenaeum, International Architecture Award, 2009[3]
- Nominierung DAM Preis für Architektur in Deutschland – Die 26 besten Bauwerke in/aus Deutschland, 2009[5]